# Colonel Fabien (metropolitana di Parigi)
Colonel Fabien è una stazione della metropolitana di Parigi che serve la linea 2.
La stazione, chiamata in precedenza Combat, prende oggi il nome dal colonnello Pierre Georges (detto anche Colonel Fabien), che uccise un soldato tedesco alla stazione Barbès - Rochechouart, dando così inizio alla resistenza francese a Parigi.
La stazione è situata al di sotto di boulevard de la Villette, all'altezza dell'omonima place du Colonel-Fabien, tra il X e l'XI arrondissement. L'unico accesso alla stazione è dotato di un'edicola Guimard, iscritta come monumento storico nel 1978.
Nel 2013 è risultata essere la novantesima stazione della metropolitana di Parigi in termini di frequentazione, con 4 808 282 accessi.